# Luis Pascual Dri
Otec Luis Pascual Dri, O.F.M. Cap. (17. dubna 1927, Federación – 30. června 2025) byl argentinský katolický řeholník kapucínského řádu, který byl uznávaným zpovědníkem a kardinálem.

## Stručný životopis
Již v mládí studoval na kapucínských základních a středních školách, následně vstoupil ke kapucínům a roku 1949 složil večné sliby. Na kněze byl vysvěcen v Montevideu roku 1952. Stal se formátorem v různých konventech Latinské Ameriky, v roce 1961 přišel i do Evropy, kde se poznal mj. i se sv. Piem z Pietrelciny a zpovídal se u něj. V letech  2000 – 2003 byl farářem v poutním kostele Panny Marie Pompejské v lokalitě Nueva Pompeya poblíž Buenos Aires. Posléze byl ustanoven jinde, ale v roce 2007 ve věku 80 let odešel na odpočinek právě na toto poutní místo, kde po vzoru sv. Leopolda Mandiće a sv. Pia z Pietrelciny zpovídal několik hodin denně. Často jej navštěvoval arcibiskup Jorge Bergoglio, a posílal k němu i kněze své diecéze, aby je duchovně vedl.

## Kardinálská kreace
V neděli 9. července 2023 papež František ohlásil, že v konzistoři dne 30. září 2023 jmenuje 21 nových kardinálů, mezi nimi i Otce Driho, který ovšem v době jmenování bude mít více než 80 let, a tak nebude patřit mezi kardinály-volitele. Na konzistoř se nemohl dostavit z důvodu pokročilého věku, přesto byl jmenován. Kardinálský baret a prsten mu předal apoštolský nuncius Mirosław Adamczyk v katedrále Nejsvětější Trojice v Buenos Aires.